# Akira (prénom)
Pour les articles homonymes, voir Akira.

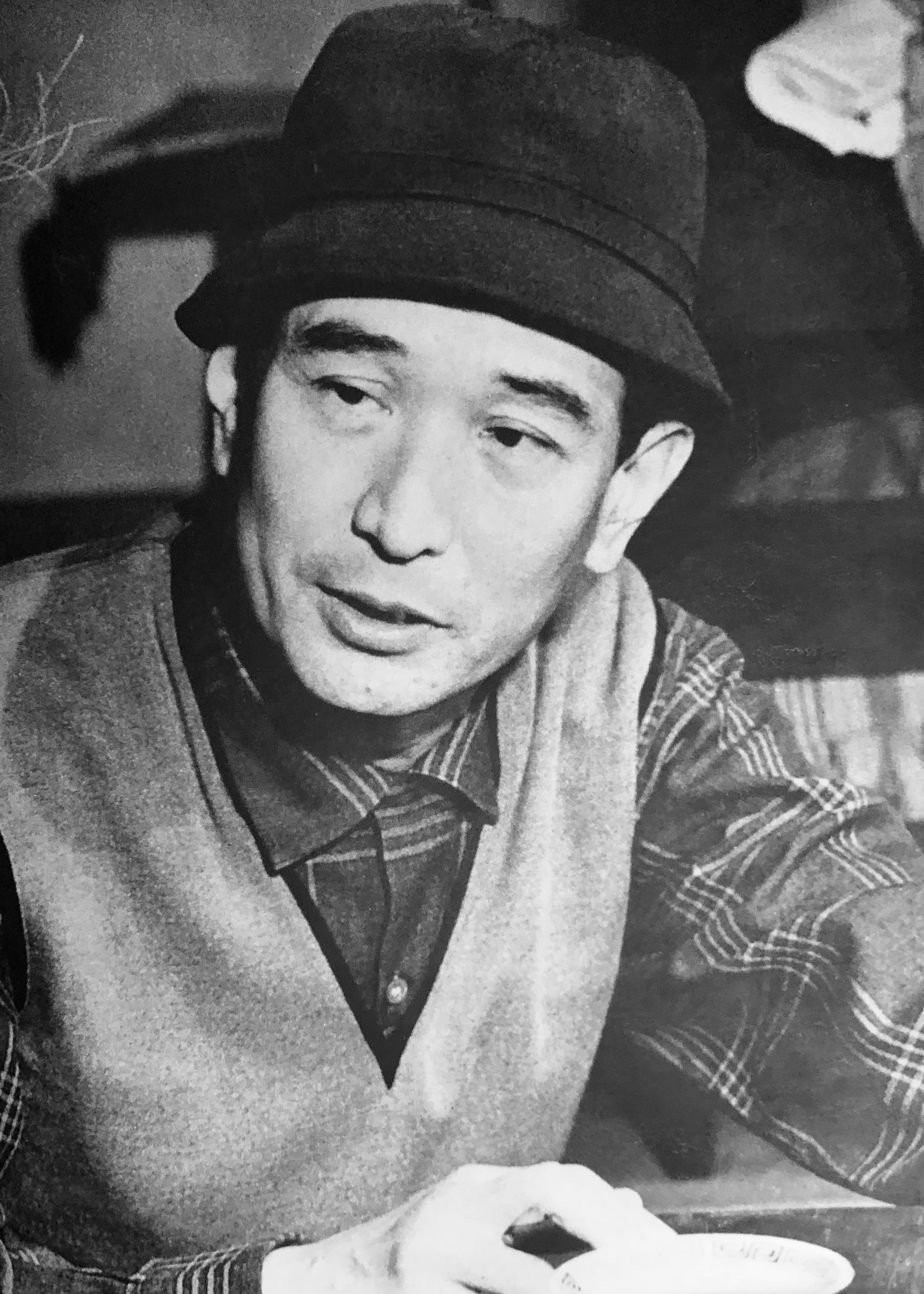
Akira Kurosawa.

Akira (hiragana : あきら) est un prénom japonais mixte.
Ce prénom est fréquent[réf. souhaitée].

## En kanji
Pour écrire ce nom, on rencontre fréquemment les kanji suivants : 明 (brillant), 晃 (clair), 章 (poème), 亨 (subir), 陽 (paradis, lumière du ciel), 日 (jour, soleil), 彰 (clair), 昭 (brillant).
- (f) 明蘭 : brillante orchidée
- (f) 丹 : rouge
- (f) 徹 : clair
- (f) 翠 : vert
- (f) 曙 : aube
- (f) 瑛 : cristal
- (f) 亜綺羅 : belle soie d'Asie
- (f) 丙 : signifie probablement troisième
- (m) 彰良 : doué et clair
- (m) 啓 : dire
- (x) 央 : milieu
- (x) 晶 : cristal
- Etc.

## Personnes célèbres
- Akira Amano, Mangaka créatrice du manga Reborn!.
- Akira Fujimoto, président de la compagnie Integra Incorporated (logiciel), né polonais, naturalisé japonais.
- Akira Haraguchi, conseiller en santé mentale, connu pour sa capacité à mémoriser les décimales de pi.
- Akira Ifukube (昭), compositeur
- Akira Ishida (彰), seiyuu
- Akira Itō (章), mangaka
- Akira Isogawa, créateur de mode
- Akira Kamiya (明), seiyuu
- Akira Kurosawa (明), réalisateur
- Akira Maeda, catcheur
- Akira Natori (亮), astronome
- Akira Sasanuma (晃), seiyuu
- Akira Takasaki (晃), fondateur du groupe Loudness. Il est considéré comme étant le plus grand guitariste du Japon.
- Akira Terao (聰), musicien, acteur
- Akira Toriyama (明), mangaka, créateur de Dragon Ball.
- Akira Yamaoka (晃), compositeur
- Akira Yoshizawa, artiste spécialiste de l'origami.

## Dans les œuvres de fictions
- Akira, personnage principal du manga Akira et du film homonyme
- Akira Fudō, personnage principal du manga Devilman
- Akira, un ami de Kei le personnage principal du manga Over Bleed
- Akira, personnage du manga et anime Samurai Deeper Kyo
- Akira, personnage de Hikari Sentai Maskman
- Akira (A.J.), personnage des Pokémon
- Akira Ijyuin, personnage du manga Man of Many Faces
- Akira Maeda, personnage du manga Cromartie High School
- Akira Mijyou, personnage du manga et anime Scryed
- Akira Okamoto, personnage principal du manga Bloody Prince
- Akira Okuzaki, personnage de l'anime Mai-HiME
- Akira Ōkōchi, personnage du manga et anime Negima
- Akira Ōno, personnage du manga Hi Score Girl
- Akira Sudō, personnage du manga Je ne suis pas un ange
- Akira Toya, personnage du manga et anime Hikaru no go
- Akira Kazama, personnage du jeu vidéo Rival Schools: United by Fate
- Akira, l'un des principaux personnages dans le manga et drama Nobuta o Produce
- Akira Takano, personnage du manga et anime School Rumble
- Akira Mikado, personnage du manga et anime Chocola et Vanilla (Sugar sugar rune)
- Akira Yuki, personnage principal de la série de jeux vidéo de combat Virtua Fighter
- Akira Mado, personnage du manga et anime Tokyo Ghoul
- Akira Hayama, personnage du manga et anime Food Wars!
- Akira, (明石) personnage du jeux vidéo d'Azur Lane
- Akira Sengoku, personnage principal du manga et anime Cage of Eden
- Akira Satou, personnage secondaire du jeu vidéo Katawa Shoujo